# Parker Young
Parker Young (Tucson, 16 agosto 1988) è un attore e modello statunitense.

## Filmografia

### Cinema
- Animal - Il segreto della foresta (Animal), regia di Brett Simmons (2014)
- 4th Man Out, regia di Andrew Nackman (2015)
- The Boss, regia di Ben Falcone (2016)
- The Image of You, regia di Jeff Fisher (2024)

### Televisione
- Il tempo della nostra vita (Days of Our Lives) – soap opera, episodio #1.10731 (2008)
- Big Time Rush – serie TV, episodio 1x08 (2010)
- Make It or Break It - Giovani campionesse (Make It or Break It) – serie TV, episodio 2x06 (2010)
- Suburgatory – serie TV, 27 episodi (2011-2014)
- CSI: NY – serie TV, episodio 8x06 (2011)
- Mad Men – serie TV, episodio 5x05 (2012)
- Jane - Stilista per caso (Jane by Design) – serie TV, episodio 1x12 (2012)
- Enlisted – serie TV, 13 episodi (2014)
- Fresh Off the Boat – serie TV, episodio 1x8 (2015)
- Arrow – serie TV, 10 episodi (2015-2016)
- Come sopravvivere alla vita dopo la laurea (Cooper Barrett's Guide to Surviving Life) – serie TV, episodio 1x08 (2016)
- Future Man – serie TV, episodio 1x09 (2017)
- Imposters – serie TV, 20 episodi (2017-2018)
- Un matrimonio inaspettato (The Wedding Do Over), regia di W.D. Hogan – film TV (2018)
- Un milione di piccole cose (A Million Little Things) – serie TV, 3 episodi (2020)
- Call Me Kat – serie TV, episodio 3x04 (2022)
- 9-1-1: Lone Star – serie TV, 4 episodi (2024)

## Doppiatori italiani
Nelle versioni in italiano delle opere in cui ha recitato, Parker Young è stato doppiato da:
- Emanuele Ruzza in Arrow, The Image of You
- Sacha Pilara in Killer Reality
- Andrea Mete in: Suburgatory
- Luca Mannocci in Imposters
- Paolo Vivio in: CSI: NY
- Federico Talocci in 9-1-1: Lone Star